# Dominguez International Air Meet

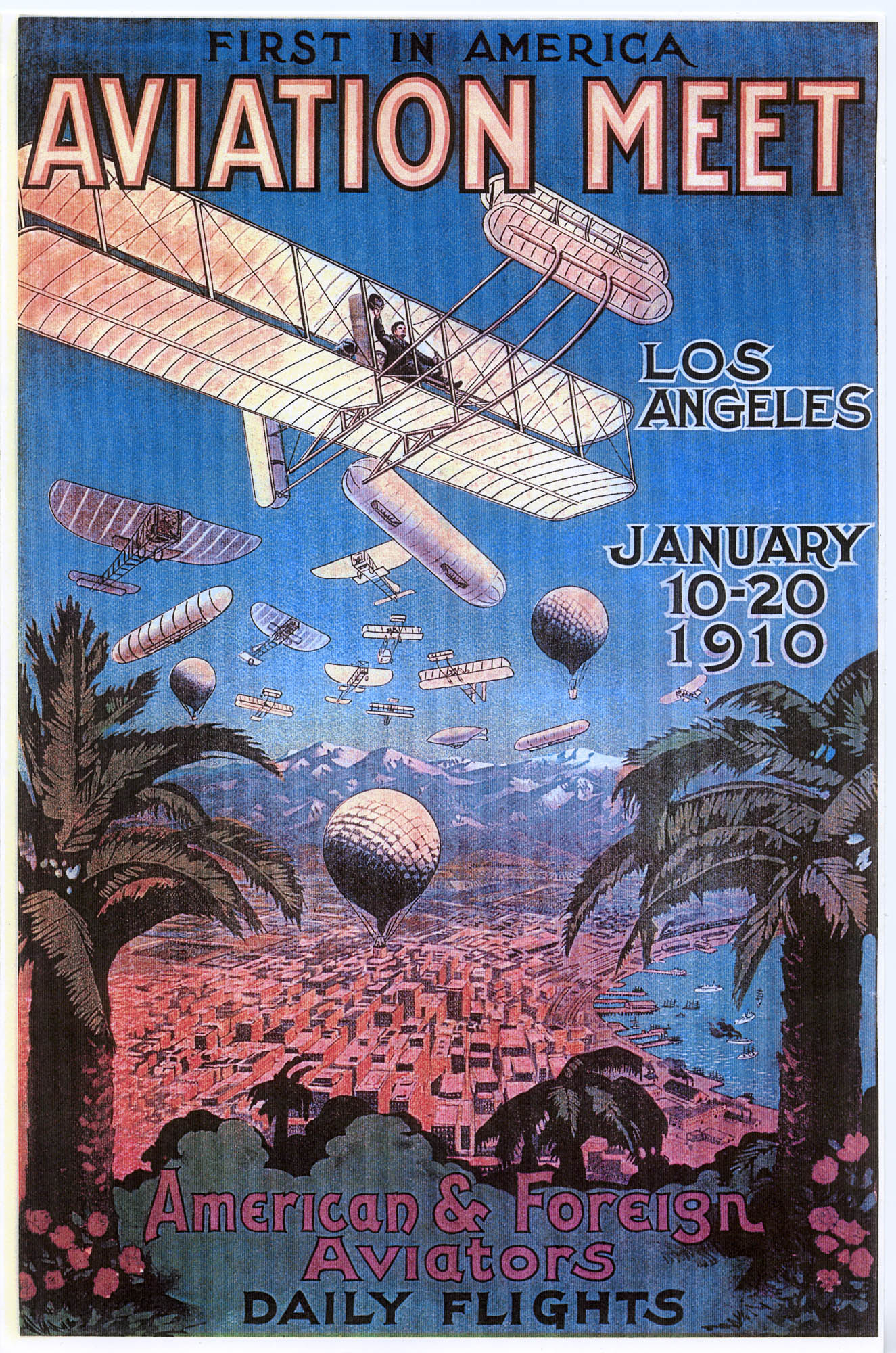
Plakat für das Air Meet 1910

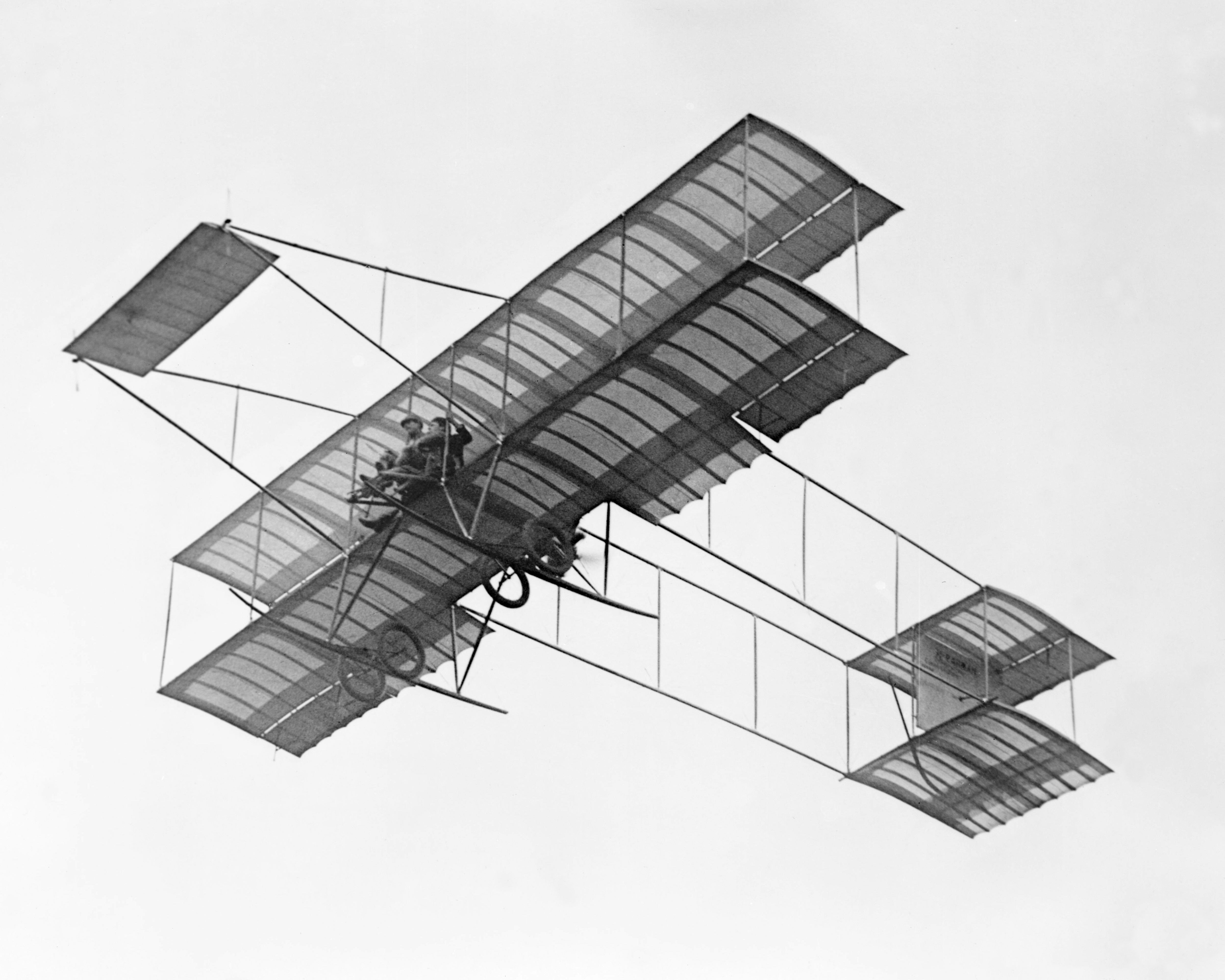
Die Farman III mit dem Piloten Louis Paulhan 1910 beim Dominguez International Air Meet

Das Aviation Meet – Los Angeles (auch Dominguez International Air Meet) war ein in Los Angeles den USA abgehaltenes internationales Luftfahrttreffen, das vom 10. bis zum 20. Januar 1910 auf dem Dominguez Field stattfand. Es wurde nach den Erfahrungen der US-amerikanischen Teilnehmer an der Flugwoche in Reims 1909 initiiert.
Charles Forster Willard, Roy Knabenshue und Glenn Curtiss veranlassten, dass Dick Ferris in Los Angeles die ersten Kontakte knüpfte, ein geeignetes Flugfeld ausmachte und die Planung durch Promotion vorantrieb. Als Flugfeld wurde das Dominguez Field auf der Rancho San Pedro ausgewählt. Es wurde eine große Tribüne errichtet. Zusätzlich meldeten sich Louis Paulhan, Lincoln Beachey und Charles Hamilton als Piloten für die Veranstaltung.
Zum Wettbewerb waren neben Flugzeugen auch Ballone und Luftschiffe zugelassen. Für den Gewinn der einzelnen Wettbewerbe waren Geldpreise ausgelobt. Louis Paulhan wurde zum gefeierten Star der Veranstaltung. Er reiste mit vier Flugzeugen, zwei Blériot-XI-Eindecker und zwei Farman III-Doppeldecker zu dem Wettbewerb. Ihm gelang es einen neuen Höhenweltrekord mit 1269 m aufzustellen und mit 1h 49min 40s die längste Zeit in der Luft zu bleiben, was ihm 14.000 US-Dollar Preisgeld einbrachte. Glenn Curtiss erreichte mit Passagier die höchste Geschwindigkeit (88,5 km/h) und ihm gelang in 6,4 s der schnellste Start.
Insgesamt besuchten 226.000 Zuschauer die Veranstaltung, die Einnahmen beliefen sich auf 137.500 US-Dollar. Aufgrund dieses Erfolges wurden derartige Veranstaltungen in den USA bald zur Regel.